# Bataille de l'île de Nerva
Guerre de Continuation de la Seconde Guerre mondiale
Batailles
1941
- Carélie du Ladoga
- Isthme de Carélie
- Carélie orientale
- Silberfuchs
  - Renntier
  - Platinfuchs
  - Polarfuchs
- Kirkenes et Petsamo
- Hanko
- Bengtskär
- Porlampi

1942
- Suursaari
- Someri

1944
- Vyborg-Petrozavodsk
  - Tienhaara
  - Tali-Ihantala
  - Île de Nerva
  - Baie de Vyborg
  - Vuosalmi
  - Nietjärvi
  - Ilomantsi
  - Hokki

Campagnes de la mer Baltique
La bataille de l'île de Nerva est un affrontement de la guerre de Continuation, s'étant déroulé dans le golfe de Finlande pendant la Seconde Guerre mondiale, les 19 et 20 juin 1944, entre l'Union soviétique et l'Allemagne, dans le contexte de l'offensive soviétique de 1944 contre la Finlande. C'est l'un des rares engagements du théâtre de la Baltique de la Seconde Guerre mondiale impliquant de grands navires de surface.

## Contexte
L'île de Nerva (ou Narvi) est une cible stratégique conquise par les forces soviétiques en préparation de la bataille suivante de la baie de Vyborg. La Kriegsmarine lance l'opération Drosselfang dans la région de Koivusaari-Piisaari, pour attaquer les petits navires soviétiques soutenant les opérations soviétiques combinées. L'action est pertinente pour l'implication des grands navires de surface allemands : les torpilleurs de la flotte de la classe Elbing T-30 et T-31.

## La bataille
Aucun navire de guerre soviétique majeur n'est en action (la plupart d'entre eux sont bloqués à Léningrad) et la marine soviétique engagée possède dans la zone 4 petites canonnières, 10 patrouilleurs (chasseurs de sous-marins de la classe MO-4 (en)) et 14 vedettes lance-torpilles à moteur. Des torpilleurs allemands bombardent l'adversaire et endommagent les navires MBK-503, MBK-505 et MO-106, sans les couler. Les Soviétiques contre-attaquent avec leurs vedettes lance-torpilles à moteur, la première attaque est repoussée par des dégâts aux TK-53, TK-63 et TK-153, tandis que la deuxième attaque provoque des dégâts aux TK-101 et TK-103. Finalement, les TK-37 et TK-60 effectuent une attaque en tenaille et lancent leurs torpilles en même temps contre le torpilleur allemand T31, le coulant. D'autres sources attribuent la victoire uniquement au TK-37. 76 marins allemands perdent la vie, tandis que 6 autres sont capturés par les Soviétiques. Des unités finlandaises secourent d'autres marins allemands (dont 23 blessés, deux mourront des suites de leurs blessures). Après la perte de son sister-ship, le T30 bat en retraite après avoir subi de légers dégâts (un marin tué et 13 blessés). Les Allemands affirment avoir coulé un certain nombre de vedettes lance-torpilles soviétiques, mais en réalité, même si certaines sont endommagées, aucune n'a été coulée.

## Conséquences
La bataille aboutit à une rare victoire navale pour les Soviétiques. Les forces allemandes ont échoué à couler un navire soviétique et dénombrent un torpilleur coulé. Le mois suivant, le 16 juillet 1944, les Allemands tentent une répétition de la mission (« opération Buckenwald »), en engageant les torpilleurs T30, T8 et T10. L'action aboutit à une brève escarmouche non concluante avec le torpilleur soviétique Toucha et les dragueurs de mines T- 211 Rym et T-217 Kontr-Amiral Yourkovski. Aucun dommage n'est causé aux principaux navires de guerre, bien que peu de temps avant le combat, les Soviétiques ont subi des dommages contre deux petits patrouilleurs.